# نورث فورت مایرز (فلوریدا)
نورث فورت مایرز (به انگلیسی: North Fort Myers) یک منطقهٔ مسکونی در ایالات متحده آمریکا است که در شهرستان لی، فلوریدا واقع شده‌است. نورث فورت مایرز ۱۴۱٫۴ کیلومتر مربع مساحت و ۳۶٬۶۰۹ نفر جمعیت دارد و ۱ متر بالاتر از سطح دریا واقع شده‌است.